# يان هاميلتون
يان هاميلتون (بالإنجليزية: Ian Hamilton)‏ (21 يوليو 1956 في المملكة المتحدة - ) هو مدرب كرة قدم ولاعب كرة قدم بريطاني في مركز الوسط. لعب مع نادي لوفيرواز ونادي لييج ودارلينجتون إف سى.

## وصلات خارجية
- يان هاميلتون على موقع قاعدة بيانات كرة القدم.إي يو (الإنجليزية)